# Embalse de Chivor
Embalse de Chivor är en reservoar i Colombia.   Den ligger i departementet Boyacá, i den centrala delen av landet, 90 km öster om huvudstaden Bogotá. Embalse de Chivor ligger 1 257 meter över havet. Arean är 8,5 kvadratkilometer. I omgivningarna runt Embalse de Chivor växer i huvudsak städsegrön lövskog. Den sträcker sig 11,4 kilometer i nord-sydlig riktning, och 6,9 kilometer i öst-västlig riktning.
Följande samhällen ligger vid Embalse de Chivor:
- Macanal (734 invånare)